# Haplotrichum curtisii
Haplotrichum curtisii är en svampart som först beskrevs av Miles Joseph Berkeley, och fick sitt nu gällande namn av Hol.-Jech. 1976. Haplotrichum curtisii ingår i släktet Haplotrichum och familjen Botryobasidiaceae.   Inga underarter finns listade i Catalogue of Life.